# Jurła
Jurła (ros. Юрла) – wieś (sieło) w Rosji, w Kraju Permskim, w Okręgu Komi-Permiackim, ośrodek administracyjny rejonu jurlińskiego. W 2021 liczyła 4438 mieszkańców.